# Горная белянка
Горная белянка или брионевая белянка (лат. Pieris bryoniae) — дневная бабочка из рода огородные белянки (Pieris) в составе семейства белянок (Pieridae). Таксономический статус вида часто ставится под сомнение, и его рассматривают подвидом (или группой подвидов) транспалеарктичного вида брюквенница.

## Этимология названия
Bryonia (латинское, ботаническое) — переступень. Корень bry — «мох».

## Описание
Длина переднего крыла: 18—25 мм. Основной фон крыльев белый. У самки основной фон крыльев желтоватый, большая часть передних крыльев с выраженным серым напылением, по жилкам крыльев обильное буроватое затемнение. Передние крылья самок сверху с тёмными пятнами.

## Ареал
Из-за сложностей в систематическом положении данного таксона и отсутствием четких морфологических отличительных признаков границы ареала вида требуют проверки и уточнения. Достоверно горная белянка известна в горах Европы. В отличие от широко распространенной брюквенницы встречается локально. Обитает преимущественно на увлажненных лугах на высотах от 500 метров над ур. м. и выше.

## Биология
За год развивается в одном поколении. Время лёта в июне — июле (в Карпатах — с середины мая). В жаркое время дня самцы часто образуют массовые скопления на лужах, влажной почве и т. п..
Яйца откладываются самками по одному на цветы и листья кормовых растений: различные крестоцветные и резедовые — Cardamine, Cardamine bellidifolia, ярутка альпийская, Thlaspi montanum, ярутка.